# Sint-Annakerk (Roosbeek)
De Sint-Annakerk is een kerkgebouw in Roosbeek in de Belgische gemeente Boutersem in de provincie Vlaams-Brabant. De kerk is gesitueerd aan de Lubbeeksestraat en wordt omgeven door een ommuurd kerkhof.
Het gebouw bestaat uit een ingebouwde gotische westtoren van kalkzandsteen met een ingesnoerde naaldspits en vier geledingen, een schip en een koor. Tegen de noordzijde van de toren bevindt zich een semi-octogonaal traptorentje en in de westgevel bevindt zich een neogotisch portaal met maaswerk met vierblad-patronen. Het gebouw heeft spitsboogvensters. De neogotische beuken zijn opgetrokken in baksteen, het gotische koor in kalkzandsteen met steunberen van het Brabantse type, en een noordersacristie opgetrokken in kalkzandsteen. Het koor heeft een spitstongewelf
De kerk is de parochiekerk van het dorp en is gewijd aan Sint-Anna.